# 디미트로프 공산주의청년동맹
디미트로프 공산주의청년동맹(불가리아어: Димитровски комунистически младежки съюз, ДКМС)은 불가리아 인민공화국의 공산주의 청년단체로, 불가리아 공산당이 청소년들에게 마르크스-레닌주의와 국가 이념을 교육하기 위해 1946년에 창설하였다. 하위 단체로 9세부터 14세까지의 어린이를 대상으로 하는 10월의 디미트로프 피오네르조직이 있었다.
조직의 이름은 처음에는 인민청년동맹(Съюз на народната младеж, СНМ)이었으며, 불가리아 인민공화국의 초대 서기장인 게오르기 디미트로프가 1949년 사망하자 이를 기리며 디미트로프의 이름을 붙여 디미트로프 인민청년동맹(Димитровски съюз на народната младеж, ДСНМ)이 되었다. 이후 1956년 토도르 지프코프가 집권하면서 디미트로프 공산주의청년동맹(Димитровски комунистически младежки съюз, ДКМС)으로 최종 변경되었다. 소속된 예비 당원들은 공산당원이 되기 위한 기초교육 과정을 수료했다.
마지막 대회는 1987년 5월에 열렸다.

## 같이 보기
- 전연방 레닌주의 청년 공산주의자 동맹